# Peeping Tom (musikalbum)
Peeping Tom är ett musikalbum producerat av Mike Patton. Albumet gavs ut av hans skivbolag Ipecac Recordings den 30 maj 2006.

## Låtförteckning
1. "Five Seconds" (feat. Odd Nosdam) - 4:20
2. "Mojo" (feat. Rahzel and Dan The Automator) - 3:40
3. "Don't Even Trip" (feat. Amon Tobin) - 5:46
4. "Getaway" (feat. Kool Keith) - 3:22
5. "Your Neighborhood Spaceman" (feat. Jel and Odd Nosdam) - 5:45
6. "Kill The DJ" (feat. Massive Attack) - 4:09
7. "Caipirinha" (feat. Bebel Gilberto) - 2:46
8. "Celebrity Death Match" (feat. Kid Koala) - 3:42
9. "How U Feelin?" (feat. Doseone) - 2:44
10. "Sucker" (feat. Norah Jones) - 2:33
11. "We're Not Alone (Remix)" (feat. Dub Trio) - 5:10